# Coupe de Belgique de football 2003-2004
La Coupe de Belgique 2003-2004 est la 50e édition de la Coupe de Belgique. Elle a vu la victoire du FC Bruges au Stade Roi-Baudouin à Bruxelles.

## Finale
| Equipes     | FC Bruges - KSK Beveren |
| Score       | 4 - 2 (1 - 1) |
| Date        | 23 mai 2004 |
| Stade       | Stade Roi-Baudouin, Bruxelles |
| Buts        | 24e Gert Verheyen 1-0, 38e Dany Verlinden (a.g.) 1-1, 46e Nastja Ceh 2-1, 62e Birger Maertens (a.g.) 2-2, 75e Andres Mendoza 3-2, 80e Peter van Der Heyden 4-2 |
| FC Bruges   | Dany Verlinden, Philippe Clément, Birger Maertens, David Rozehnal, Timmy Simons, Peter van Der Heyden, Nastja Ceh (89e Kevin Roelandts), Gaëtan Englebert (82e Jonathan Blondel), Rune Lange, Gert Verheyen, Bengt Sæternes (69e Andres Mendoza) Entraineur : Trond Sollied                                         |
| KSK Beveren | Boubacar Barry Copa, Emmanuel Eboué, Igor Stepanovs, Seydou 'Badjan' Kante (81e Mohammed 'Dialito' Diallo), Arthur Boka, Abdoulaye 'Junior' Djire, Igor Lolo, Armand 'Mahan' Mandakan (80e Roméo 'Seka' Affessi), Marco Né, Romaric N'Dri Koffi (81e Bjorn Vleminckx), Moussa Sanogo Entraineur : Herman Helleputte |